# Life Love Lust
Life Love Lust ist ein Pornofilm der schwedischen Regisseurin Erika Lust aus dem Jahr 2010. 

## Handlung
Der Film zeigt drei Geschichten über das Leben, die Liebe und die Lust. Nach einem anstrengenden Arbeitstag treffen sich Koch und Kellnerin in der Küche, um seinen Geburtstag zu feiern (Leben), eine erfolgreiche Frau in den Vierzigern verführt einen jungen Mann, der sich plötzlich in sie verliebt (Liebe), und eine schüchterne junge Frau macht neue sinnliche Erfahrungen bei einer Ganzkörpermassage (Lust).

## Auszeichnungen
- 2011: Film of the Year (Feminist Porn Awards, Toronto)